# Jacques Monroë dit Roë
 (août 2011).
Si vous disposez d'ouvrages ou d'articles de référence ou si vous connaissez des sites web de qualité traitant du thème abordé ici, merci de compléter l'article en donnant les références utiles à sa vérifiabilité et en les liant à la section « Notes et références ».
Pour les articles homonymes, voir Monroe.
Jacques Monroe dit Roe, né le 2 octobre 1862 à Perreux (Loire) et mort le 23 mai 1934 à Marseille, est un général français dont le nom est associé à la Première Guerre mondiale.

## Biographie

### Grades
- 29/10/1882 : élève à l'École spéciale militaire de Saint-Cyr dans la promotion des Pavillons noirs
- 01/10/1884 : sous-lieutenant
- 29/02/1888 : lieutenant
- 11/10/1894 : capitaine
- 24/12/1904 : chef de bataillon
- 24/06/1912 : lieutenant-colonel
- 03/12/1914 : colonel
- 28/05/1916 : général de brigade à titre temporaire
- 08/08/1916 : général de brigade à titre définitif
- 26/06/1918 : général de division
- fin 1918 : général de corps d'armée

### Décorations
- Légion d'honneur : Chevalier (10/07/1907), Officier (13/05/1915), Commandeur (02/08/1920), Grand officier (11/07/1924)
- Croix de Guerre 1914-1918 - 3 palmes

- Commandeur de l'Ordre royal de Saint-Maurice et Saint-Lazare ( Italie)

### Postes
- 24/05/1912 : sous-chef d'état-major du 10e corps d'armée
- 01/10/1914 : chef d'état-major du 33e corps d'armée
- 13/08/1915 : commandant de la 65e brigade d'infanterie
- 02/10/1915 : commandant de la 109e brigade d'infanterie
- 28/05/1916 : commandant de la 69e division d'infanterie
- 16/12/1918 à 1922 : commandant du 15e corps d'armée
- 1924 : commandant en chef des frontières maritimes du sud de la France